# Commentarius
Commentarius of commentarium was in het oude Rome een memoire of memorandum-boek, waarvan misschien wel de bekendste de Caesaris Commentarii zijn: Commentarii de bello Gallico en Commentarii de bello civili. Daarom wordt het ook voor de instructies van een advocaat, de aantekeningen voor een toespraak, enzovoorts gebruikt.
In de keizertijd komt de term commentariensis in de zin van een notaris of beambte van de fiscus voor en ook in de betekenis van een gevangenisbewaker. Een legerofficier met deze titel wordt door Asconius vermeld, die vermoedelijk gelijkaardige taken had. De naam werd ook voor notarissen of secretarissen in het algemeen gebruikt. De meeste godsdienstige instellingen hadden boeken die commentarii werden genoemd, zoals de commentarii augurum of pontificum.

## Voetnoten
1. ↑  Sen., Controv. III Proem.
2. ↑  Digesta 40 tit. 14 § 45.
3. ↑  F. Walter, Geschichte des Römischen Rechts bis auf Justinian, II, Bonn, 18613, p. 526.
4. ↑  in Ver. III 28.

## Referentie
- B. Jowett, B. Jowett, art. Commentarius, in W. Smith, A Dictionary of Greek and Roman Antiquities, Londen, 1875, p. 340.